# イプサ
イプサ（IPSA）は、1986年に資生堂の子会社（株式会社イプサ）として設立された化粧品のブランド。東京・赤坂に本社を置く。
資生堂が開発し、別会社を設立して販売しているブランドには、このほかにディシラ、エテュセなどがあり、かつては「アウト・オブ・シセイドウ」と呼ばれていたが、2010年から「ノンエス（エス＝資生堂）」と呼ばれる。

## 概要
「多様化する購買ニーズへの対応」と「デパートでの新たな売場獲得」という消費者・流通政策のもと1986年設立、1987年3月1日に営業を開始した。ipsaはラテン語で「自ら」「…自身の」「自発的な」という意味。資生堂の元社長・前田新造がデパート部課長時代に創設、「カウンセリング・応対」と「販売（レジ）」を行うクルー（美容部員）を分けて客に「購入しない選択肢」を与える医薬分業制度をモデルとした販売方法など、当時としては斬新な売り方が話題となった。

## 特徴
一人ひとりの肌に合った美容法を顧客と共に創る「レシピの共創」をコンセプトに独自の商品体系・カウンセリングを展開している。デパートに派遣されているクルー（美容部員）がカウンセリング・アドバイスを実施することで支持を集めている。
日本では全国主要デパートに76店舗、海外でも中国・香港・台湾・タイ・シンガポールの5カ国で約50店舗を展開。特に香港での認知度が高い。インターネットを中心とした通信販売も手掛けているが、バーチャル店舗でも「レシピの共創」を実現するために、2010年8月より日本化粧品業界初の「オンラインチャットによるカウンセリング」をスタート、日本経済新聞・日経MJなどに取り上げられ業界内の話題となる。

## 堀社長就任後
2008年4月に堀利理（ほりとしただ）が社長に就任した。
デパート内での化粧品ブランドが増加するとともに売り上げが頭打ちになっていたが、堀の就任後リブランディングが行われ、ブランドロゴ・キャッチフレーズ・カウンター・コスチュームなど矢継ぎ早にデザインを変更するとともに、主力商品のイノベーションも進行中。前述のメタボライザーは、2010年9月に7代目としてイノベーションを遂げ、年末には美容誌各社のベストコスメ賞を数々受賞している。
「ワクワクする会社・ワクワクするブランド」を目標に掲げ、「イプサにしか出来ないこと」を合言葉に、差別化第一のマーケティングを展開している。前述のネット通販でのオンラインチャットカウンセリングもそうだが、最たる例は、2010年9月の新メタボライザー発売より現役のクルーをブランドモデルに起用し、「イプサを使うと肌がキレイになる」ことを体現・実証している。また、2011年度は「デジタルの力で店頭を元気にする」を目標に、「既存メディア×SNS×自社サイト」駆使したクロスメディア戦略に着手。その第1弾としてTwitterを活用して店頭へお客さまを送客する『Smylish（スマイリッシュ／ネットイヤーグループ提供）』を導入するなど、常に業界内で注目を浴びている。
人材育成にも力を注ぎ、インセンティブ、ジョブローテーションや社内研修・教育の拡充を図る一方、2010年度入社より「総合職」採用を開始し、優秀な人材を幅広く募っている。また、2009年より「SD（ショップディレクター＝各店のマネージャー）始点業務・意識改革」を掲げ、毎月各店舗から上がってくる各種要望事項に対して出来ることは翌日から改善したり、販売第一線が望まない商品は発売しないなど、顧客やそこで接客するSD・クルーを基点とした業務改善を推進している。

## 商品
商品体系は、「ベイシックケア」と「カスタマイズケア」に分けられ、「ベイシックケア（基本お手入れ）」には「洗顔料」と創業当時から発売している看板商品「メタボライザー（化粧液）」がある。この「ベイシックケア（基本お手入れ）」にお肌の状態や悩みに合わせて使用する「カスタマイズケア」を組み合わせて使用するのがイプサ化粧品の最大の特長である。